# 水巻善典
水巻 善典（みずまき よしのり、1958年8月27日 - ）は、日本のプロゴルファー。東京都出身。鳴尾ゴルフ倶楽部所属。法政大学卒業。京都府在住。既婚。離婚歴あり。

## 略歴
- 1984年（昭和59年）にプロテストに合格してプロ入り。
- 1989年（平成元年）の関東オープンでツアー初優勝を飾る。
- 1993年 JCBクラシック仙台優勝。米国のPGAツアーのクオリファイングトーナメント（QT）を受験して合格、翌1994年（平成6年）より一時PGAツアーに参戦。同年のバイロン・ネルソン・クラシックではプレーオフの結果2位タイとなった。
- 1994年 札幌とうきゅうオープン、ポカリスエットオープンゴルフトーナメント優勝。
- 1996年 ゴルフダイジェストトーナメント優勝。
- 1998年 JCBクラシック仙台優勝。
- 2000年 タマノイ酢よみうりオープン優勝。
- 2008年（平成20年）に50歳を迎えたことから、現在はシニアツアーに主戦場を移している。
- 2011年（平成23年）の榊原温泉ゴルフ倶楽部シニアでシニアツアー初優勝を飾る。

ツアー7勝。現在はシニアツアーを中心に活動中。生涯獲得賞金5億1968万7853円。
プロゴルファー活動の傍ら、京都府の湯の花温泉にて旅館「肥前屋 翠泉」を経営していたが、2012年3月に旅館としては閉鎖し、水巻を中心とした合宿所のような運営形態に変更されている。

## 人物
趣味は、映画鑑賞、競馬、食べること。
アメリカのPGAツアーに参戦している時に、タイガー・ウッズと同じ街に住んで同じゴルフコースで練習して友人になる。
竹内弘一は、水巻はサンデーバックナインでスコアを落とすことが多い、と分析し精神面の弱さを批判している。

## 出演
- 京bizS（kyo:biz）～ Kyobiz X 金曜 21:00 - 22:25 KBS京都テレビ
- 岡田圭右のナイス「パァ!」ゴルフ（関西テレビ）
- 水巻善典のパラダイスKyoto